# 石灰灰藓
石灰灰藓（学名：Hypnum calcicolum），又名尖叶灰藓，为灰藓科灰藓属下的一个种。

## 扩展阅读
- 維基物種上的相關：石灰灰藓